# David Leitch

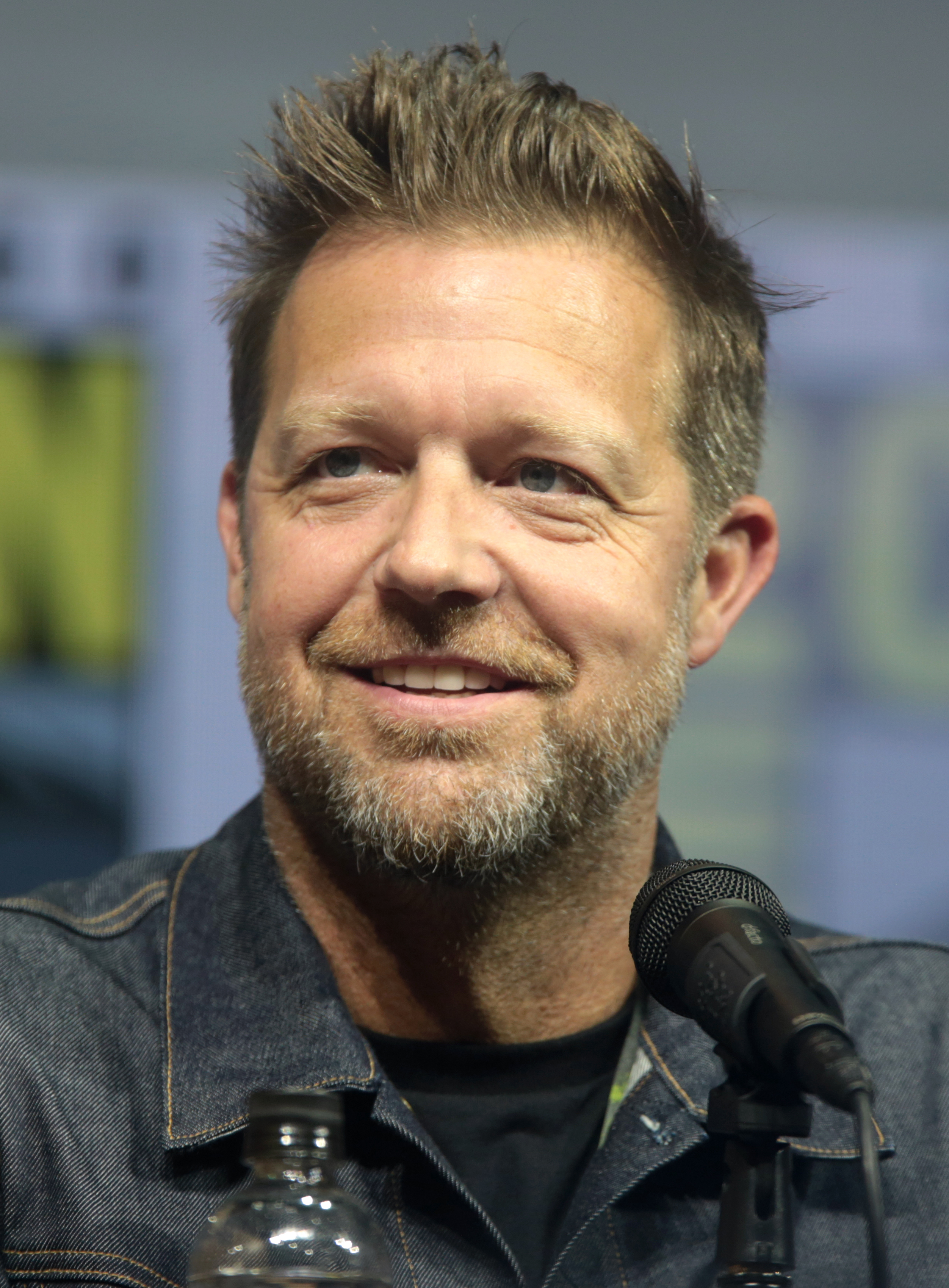
David Leitch (2018)

David M. Leitch (* 16. November 1975 in Kohler, Wisconsin) ist ein US-amerikanischer Regisseur, Filmproduzent, Schauspieler sowie ehemaliger Stuntman und Stuntkoordinator.

## Leben und Karriere
Leitch wuchs in seinem Geburtsort Kohler in Wisconsin auf und war schon als Kind ein großer Fan von Martial-Arts- und Actionfilmen. Während er in der zweiten Klasse war, begann er zu wrestlen und übte diesen Sport auch während der High School und dem ersten Jahr an seinem College, der University of Minnesota, aus. Parallel zu seiner Hochschulausbildung besuchte er eine Martial-Arts-Schule, durch die er an landesweiten Wettbewerben teilnahm. So reiste er in einem Sommer nach Los Angeles, wo er durch junge Stuntleute in ersten Kontakt mit Hollywood kam. Nachdem er nach Minnesota zurückgekehrt war und seinen Abschluss erworben hatte, war er ein Jahr lang als Trainer in der Martial-Arts-Schule tätig. Schließlich zog er nach Los Angeles und trainierte in einer Gruppe täglich für seinen Durchbruch in der Stuntindustrie. Nach zwei Jahren bekam er erste Engagements für die Serien Buffy – Im Bann der Dämonen und Martial Law – Der Karate-Cop.
Daraufhin wirkte er bei zahlreichen amerikanischen Produktionen als Stuntman mit, unter anderem fünfmal als Double für Brad Pitt und zweimal für Jean-Claude Van Damme. Durch seine Tätigkeit als Stuntkoordinator und Choreograph kam er zudem mit der Regie- und Editortätigkeit in Kontakt, woraufhin er bei verschiedenen Filmproduktionen als Second-Unit-Regisseur fungierte. 2014 folgte sein Debüt als Regisseur, wobei er für John Wick neben Chad Stahelski als Co-Regisseur tätig war. Außerdem wurde der Film von ihm mitproduziert. In den darauffolgenden Jahren erschienen weitere Filme unter seiner Regie, so Atomic Blonde (2017) mit Charlize Theron, Deadpool 2 (2018) mit Ryan Reynolds, Fast & Furious: Hobbs & Shaw (2019) mit Dwayne Johnson und Jason Statham sowie Bullet Train (2022) mit Brad Pitt. Laut eigener Aussage sei Deadpool 2 dabei ein Wendepunkt in seiner Regiekarriere gewesen, da er erstmals einen Film mit vielen Spezialeffekten inszenieren und mit seiner Art des Filmemachens, bei der er überwiegend auf praktische Effekte setze, verbinden musste.
Im Frühjahr 2024 erschien sein Stuntman-Drama The Fall Guy mit Ryan Gosling in der Hauptrolle. Zu seinen angekündigten Regiearbeiten zählen eine Neuverfilmung des Martial-Arts-Films Der Mann mit der Todeskralle, die Graphic-Novel-Adaption von Undying Love und die Spionagethrillern Bang! mit Idris Elba sowie Red Shirt mit Channing Tatum.
Leitch ist mit der Filmproduzentin Kelly McCormick verheiratet, mit der er die gemeinsam gegründete Produktionsfirma 87North Productions leitet. Zudem ist er neben Chad Stahelski der Mitgründer und -besitzer der Stunt-Firma 87Eleven Action Design.

## Filmografie (Auswahl)

### Stuntman
- 1997–2001: Buffy – Im Bann der Dämonen (Buffy the Vampire Slayer, Fernsehserie, 19 Folgen)
- 1997: Orgazmo
- 1998: Fast Helden (Almost Heroes)
- 1998: Die Sportskanonen (BASEketball)
- 1998: Blade
- 1999: Fight Club
- 1999: Practice – Die Anwälte (The Practice, Fernsehserie, Folge 4x10)
- 2000: Big Mama’s Haus (Big Momma’s House)
- 2000: Men of Honor
- 2001: The Mexican
- 2001: Eine Nacht bei McCool’s (One Night at McCool’s)
- 2001: Replicant
- 2001: Ghosts of Mars (John Carpenter’s Ghosts of Mars)
- 2001: Mister Undercover (Corky Romano)
- 2001: Spy Game – Der finale Countdown (Spy Game)
- 2001: Ocean’s Eleven
- 2001: The Order
- 2001: Scrubs – Die Anfänger (Scrubs, Fernsehserie)
- 2002: Mann umständehalber abzugeben oder Scheidung ist süß (Serving Sara)
- 2003: Daredevil
- 2003: Matrix Reloaded
- 2003: Seabiscuit – Mit dem Willen zum Erfolg (Seabiscuit)
- 2003: S.W.A.T. – Die Spezialeinheit (S.W.A.T.)
- 2003: Matrix Revolutions (The Matrix Revolutions)
- 2003: Unzertrennlich (Stuck on You)
- 2004: U-Boat (In Enemy Hands)
- 2004: Van Helsing
- 2004: Troja (Troy)
- 2005: Constantine
- 2005: xXx 2 – The Next Level (xXx: State of the Union)
- 2005: Mr. & Mrs. Smith
- 2005: Serenity – Flucht in neue Welten (Serenity)
- 2005: V wie Vendetta (V for Vendetta)
- 2006: Underworld: Evolution
- 2006: Unbekannter Anrufer (When a Stranger Calls)
- 2006: Bierfest (Beerfest)
- 2006: 300
- 2006: General Hospital (Seifenoper)
- 2007: Next
- 2007: Das Bourne Ultimatum (The Bourne Ultimatum)
- 2007: Invasion (The Invasion)
- 2007: Balls of Fury
- 2008: Jumper
- 2009: Illuminati (Angels and Demons)
- 2009: Hangover (The Hangover)
- 2012: Das Bourne Vermächtnis (The Bourne Legacy)

### Stuntkoordinator / -choreograph
- 1996: Eine himmlische Familie (7th Heaven, Fernsehserie)
- 2001: The Score
- 2003: In Hell – Rage Unleashed (In Hell)
- 2005: Ein Duke kommt selten allein (The Dukes of Hazzard)
- 2005: V wie Vendetta (V for Vendetta)
- 2006: Bierfest (Beerfest)
- 2007: Next
- 2008: Speed Racer
- 2008: The Midnight Meat Train
- 2008: Bangkok Dangerous
- 2009: X-Men Origins: Wolverine
- 2009: Ninja Assassin
- 2010: Tron: Legacy
- 2011: Conan (Conan the Barbarian)
- 2011: In Time – Deine Zeit läuft ab (In Time)
- 2011: The Mechanic
- 2013: Movie 43
- 2013: Hänsel und Gretel: Hexenjäger (Hansel & Gretel: Witch Hunters)
- 2014: Teenage Mutant Ninja Turtles
- 2015: Jupiter Ascending
- 2015: Hitman: Agent 47

### Schauspieler
- 2001: Ocean’s Eleven
- 2001: The Order
- 2002: Nine Lives
- 2003: In Hell – Rage Unleashed (In Hell)
- 2005: Ein Duke kommt selten allein (The Dukes of Hazzard)
- 2005: V wie Vendetta (V for Vendetta)
- 2005: Confession of an Action Star
- 2009: Ninja Assassin
- 2011: The Mechanic
- 2012: Das Bourne Vermächtnis (The Bourne Legacy)
- 2013: Escape Plan
- 2018: Deadpool 2
- 2019: Blood, Sweat and Terrors
- 2019: Fast & Furious: Hobbs & Shaw (Fast & Furious Presents: Hobbs & Shaw)
- 2022: Bullet Train
- 2022: Violent Night

### Second-Unit-Regisseur
- 2003: In Hell – Rage Unleashed (In Hell)
- 2008: The Midnight Meat Train
- 2009: Ninja Assassin
- 2011: The Mechanic
- 2011: Conan (Conan the Barbarian)
- 2011: In Time – Deine Zeit läuft ab (In Time)
- 2013: Hänsel und Gretel: Hexenjäger (Hansel & Gretel: Witch Hunters)
- 2013: Parker
- 2013: Seelen (The Host)
- 2013: Wolverine: Weg des Kriegers (The Wolverine)
- 2013: Escape Plan
- 2013: Anchorman – Die Legende kehrt zurück (Anchorman 2: The Legend Continues)
- 2014: Teenage Mutant Ninja Turtles
- 2014: Dracula Untold
- 2015: Jurassic World
- 2015: Hitman: Agent 47
- 2016: The First Avenger: Civil War (Captain America: Civil War)
- 2016: Teenage Mutant Ninja Turtles: Out of the Shadows

### Regisseur
- 2014: John Wick (gemeinsam mit Chad Stahelski)
- 2017: Atomic Blonde
- 2018: Deadpool 2
- 2019: Fast & Furious: Hobbs & Shaw (Fast & Furious Presents: Hobbs & Shaw)
- 2022: Bullet Train
- 2024: The Fall Guy

### Filmproduzent
- 2014: John Wick
- 2021: Nobody
- 2022: Bullet Train
- 2022: Violent Night
- 2024: The Fall Guy
- 2025: Love Hurts – Liebe tut weh (Love Hurts)
- 2025: Nobody 2

### Drehbuchautor
- 2005: Confession of an Action Star